# 중경도
중경도(中京道)는 요나라가 세운 5도 중 하나였다. 9세기 말 해족이 요 태조 시기에 거란에 투항했다. 이후 1006년(통화 24년) 해족이 살던 땅에 중경을 설치하면서 중경도가 설치되었다.

## 속주 목록

### 중경 대정부(中京 大定府)
대정부 참조.

#### 무안주(武安州)
현재 츠펑시 아오한기에 치소를 두었다. 처음엔 자사가 주의 민정을 맡았다가 후에 관찰사가 그 자리를 대체했다. 당나라 옥주(沃州)가 있었다. 요 태조가 중국인들을 목엽산(木葉山) 아래에 정착시켰다. 이들이 성을 쌓자 이를 행과신성(杏堝新城)이라고 칭했다. 요서 지역의 주민들을 이곳에 정착시킨뒤에 신주(新州)라고 불렀다가 990년(통화 8년)에 지금의 이름으로 바꿨다. 옥야현(沃野縣)을 속현으로 두었다.

#### 이주(利州)
카라친쭤이 몽골족 자치현에 있던 중급주로 관찰사가 주의 민정을 맡았다. 본래 거란에 들어간 해족들을 비파천(琵琶川)으로 옮긴뒤 986년(통화 4년) 부속현(阜俗縣)을 설치했다. 이 현은 처음에 창민궁(彰愍宫)에 소속되었다가 중경의 속현으로 들어갔다. 1008년(통화 26년)에 중급주로 분리승격시켰다. 1012년(개태 원년)에 다시 중경으로 돌아갔다.

#### 유주 고평군(楡州 高平軍)
현재 차오양 링위안시 서부에 치소를 두었다. 하급주로 자사가 민정을 맡았다. 요사에 한나라 임유현이 있었다고 잘못 기록되어 있다. 691년(재초 2년),에 당나라가 신주(慎州)를 쪼개어 여주(黎州)를 설치하고 말갈족들을 이곳에 정착시켰다. 후에 해족이 기반을 다졌다. 요 태종이 해족을 정벌하면서 횡장 해리(解裏)가 신주에서 잡아온 주민들을 정착시켜 주를 설치했다. 개태연간에 몰수되어 중경에 들어갔다. 2개현을 관할했다.
| 현명   | 한자   | 비고                                             |
| ------ | ------ | ------------------------------------------------ |
| 화중현 | 和眾縣 | 본래 신려현(新黎縣)이 있었다.                    |
| 영화현 | 永和縣 | 한나라 창성현(昌城縣)이 있었다. 영흥궁에 속했다. |

#### 택주 광제군(澤州 廣濟軍)
하급주로 자사가 주의 민정을 담당했다. 요 태조가 납치한 울주의 주민들을 이곳에 정착시켜 성을 짓고 함하(陷河)에서 은을 채집하도록 했다. 중경유수사(中京留守司)에 속했다. 개태연간에 택주를 설치했다. 2현을 속현으로 두었다.
| 현명   | 한자   | 대략적 위치          | 비고                                     |
| ------ | ------ | -------------------- | ---------------------------------------- |
| 신산현 | 神山縣 | 청더시 핑취안현 서남 | 신산이 현 서남쪽에 있다.                 |
| 난하현 | 灤河縣 | 탕산시 첸시현 난양진 | 한나라 서무현이 있었다. 영흥궁에 속했다. |

#### 북안주 흥화군(北安州 興化軍)
현재 청더시 펑닝 만족 자치현 바지 향(垻子鄕)에 치소를 두고 있었다. 상급주로 자사가 주의 민정을 맡았다. 풍발이 거점으로 삼은 곳이다. 당나라에선 해왕부서성(奚王府西省)의 땅이었다. 요 성종이 중국인들을 이주시켜 주를 설치했다. 중경에 속했다. 흥화현(興化縣)을 속현으로 두었다.

#### 담주 광윤군(潭州 廣潤軍)
하급주로 자사가 주의 민정을 맡았다. 본래 한나라 교려현(交黎縣)땅에 세워진 중경 용산현(龍山縣)이었으나, 개태연간에 주로 분리신설되었다. 그러나 이후에 중경으로 다시 되돌아왔다.

#### 송산주(松山州)
상경도에서 이관된 것으로 보인다. 현재 츠펑시 쑹산구 청즈 향(城子鄕) 하북촌에 치소를 두었다. 요사에 따르면 한나라 문성현(文城縣)이 있던 곳에 세워졌다고 한다. 하급주로 자사가 주의 민정을 담당했다. 990년(통화 8년)에 폐지되었다가 후에 복구되었다. 중경에 속했다. 1013년(개태 2년) 설치된 속현인 송산현(松山縣)은 변방에 송막이 있고, 상점들이 엉켜있었다고 한다.

### 성주 흥부군(成州 興府軍)
상경도에서 이관된 것으로 보인다. 절도사가 주의 민정을 맡았다. 장경군(長慶軍)이라고도 한다. 진국 장공주와 보낸 민호로 설치했다. 동창현(同昌縣)을 관할했다. 동창현은 푸신시 서북 홍마오지촌(紅帽子村)에 있었다.

### 금주 임해군(錦州 臨海軍)
현재 진저우시에 치소를 두었다. 중급주로 절도사가 주의 민정을 맡았다. 한나라 요동군 서무현과 모용황이 세운 서악현(西樂縣)이 있던 곳이다. 요 태조가 중국인들을 이곳에 정착시켜 주를 설치했다. 1주 2현을 통치했다.
| 현/주명     | 한자        | 대략적 위치 | 비고 |
| ----------- | ----------- | ----------- | --- |
| 영락현      | 永樂縣      | 진저우시    | |
| 안창현      | 安昌縣      | 安昌縣      | |
| 암주 보숙군 | 巖州 保肅軍 |             | 하급주로 자사가 주의 민정을 맡았다. 발해 정복 후 거란이 포로로 잡은 중국인들을 흥주 경계에 정착시켰다. 요 성종이 성을 세웠다. 홍의궁(弘義宮)에 속했다가 중앙직할로 들어왔다. 흥성현(興城縣)을 속현으로 두었다. |

### 천주 장녕군(川州 長寧軍)
중급주로 절도가 주의 민정을 맡았다. 요태조의 동생인 명왕(明王) 야율안이 당나라 청산주(靑山州)의 고지에 설치했다. 940년 백천주로 개명했다. 야율찰할이 숙청당한 뒤 지금의 이름으로 바뀌고 직할로 넘어갔다. 처음엔 숭덕궁에 속했다가 통화연간에 문충왕부로 들어갔다. 3개현을 속현으로 두었다.
| 현명   | 한자   | 대략적 위치              | 비고                                                            |
| ------ | ------ | ------------------------ | --------------------------------------------------------------- |
| 홍리현 | 弘理縣 | 차오양시 동              | 천주의 속현이다. 990년(통화 8년), 제궁제할사의 민호로 설치했다. |
| 함강현 | 咸康縣 | 차오양시 동북            |                                                                 |
| 의민현 | 宜民縣 | 차오양시 베이퍄오시 동북 | 통화 연간에 신설했다.                                           |

### 건주 보정군(建州 保靜軍)
차오양 현 목두성자진(木頭城子鎭)에 치소를 두었다. 상급주로 절도사가 주의 민정을 맡았다. 당나라가 무덕 연간에 설치한 창락현(昌樂縣)을 요 태조가 옛 보루를 수리하고 주로 승격시켰다. 주가 영하(靈河) 남쪽에 있다보니 수해가 빈발하여 성종대에 현재 대평방진(大平房鎭)에 해당하는 강건너 영하북쪽 강숭주(康崇州)고성으로 치소를 옮겼다. 처음엔 무녕군(武寧軍)이라고 했다. 영흥궁에 소속되었다가 돈목궁(敦睦宮)으로 이관되었다. 2현을 통치했다.
| 현명   | 한자   | 대략적위치          | 비고                    |
| ------ | ------ | ------------------- | ----------------------- |
| 영패현 | 永霸縣 | 차오양현 대평방진   |                         |
| 영강현 | 永康縣 | 차오양현 목두성자진 | 당나라 창려현이 있었다. |

### 윤주 해양군(潤州 海陽軍)
친황다오시 해양진(海陽鎭)에 치소를 두었다. 하급주로 자사가 주의 민정을 맡았다. 성종대 흥료국을 정복시킨뒤 영주(寧州, 다롄 와팡뎬시)의 주민들을 이곳으로 강제이주시켜 설치했다.
해양진에 있는 속현인 해양현은 본래 한나라 양락현의 땅에 있다가 윤주(潤州)로 옮기고 동경성내의 발해유민들을 이주시켜 만들었다.